# Renault Type FE
Der Renault Type FE oder 18 CV war ein frühes Personenkraftwagenmodell von Renault.

## Beschreibung
Die nationale Zulassungsbehörde erteilte am 8. September 1917 seine Zulassung. Vorgänger war der Renault Type DX, der bis 1914 gefertigt wurde. 1918 endete die Produktion. Nachfolger wurde der Renault Type FS.
Ein wassergekühlter Vierzylindermotor mit 95 mm Bohrung und 160 mm Hub leistete aus 4536 cm³ Hubraum 22 PS. Über eine Kardanwelle wurden die Hinterräder angetrieben. Die Höchstgeschwindigkeit lag je nach Übersetzung bei 64 km/h bis 75 km/h.
Bei einem Radstand von 355,5 cm und einer Spurweite von 145 cm war das Fahrzeug 484,5 cm lang und 176 cm breit. Der Wendekreis betrug 14 bis 15 Meter. Das Fahrgestell wog 1000 kg. Überliefert ist nur ein Tourenwagen für das Militär.